# Manilkara seretii
Manilkara seretii là một loài thực vật có hoa trong họ Hồng xiêm. Loài này được (De Wild.) H.J.Lam mô tả khoa học đầu tiên năm 1941.